# Spring Breakin' (2023)
Spring Breakin' (2023) foi o segundo evento anual de luta profissional Spring Breakin' produzido pela WWE. Foi realizado principalmente para lutadores da divisão de marca NXT. Spring Breakin' foi ao ar como um episódio especial do NXT. O especial de televisão aconteceu em 25 de abril de 2023, no WWE Performance Center em Orlando, Flórida e foi ao ar na USA Network.
Sete partidas foram disputadas no evento. No evento principal, Indi Hartwell derrotou Roxanne Perez e Tiffany Stratton em uma luta de trios para reter o Campeonato Feminino do NXT.

## Produção

### Introdução
Spring Breakin' é um especial anual de wrestling profissional para a televisão produzido pela WWE. O evento inaugural do Spring Breakin' foi realizado como um episódio especial do NXT, em 3 de maio e ocorreu na base do NXT no WWE Performance Center em Orlando, Flórida. No episódio de 11 de abril de 2023 do NXT, foi anunciado que o segundo Spring Breakin' aconteceria em 25 de abril de 2023, estabelecendo assim o Spring Breakin' como um evento anual de primavera para o NXT.
O card incluía partidas que resultaram de histórias com roteiro, onde os lutadores retratavam heróis, vilões ou personagens menos distinguíveis em eventos com roteiro que criavam tensão e culminavam em uma luta livre ou uma série de lutas. Os resultados foram predeterminados pelos escritores da WWE na marca NXT, enquanto as histórias foram produzidas no programa de televisão semanal da WWE, NXT, e no programa de streaming online suplementar, Level Up.